# Нереиды
Нереи́ды (др.-греч. Νηρηίδες) — в древнегреческой мифологии морские божества, нимфы, дочери Нерея и океаниды Дориды. Они часто сопровождают Посейдона, бога моря, и могут быть дружелюбными и полезными морякам, как например, аргонавтам в их поисках Золотого руна.
Нереиды символизировали всё прекрасное и доброе, что есть в море. В мифах и произведениях искусства они представлены как очень красивые девушки, одетые в белые шёлковые одежды, отороченные золотом, их головы украшены кораллами. Нереиды особенно связаны с Эгейским морем, согласно легендам, они жили в его глубинах со своим отцом Нереем в большом золотом дворце.

## Описание
Их 50 (Гесиод в «Теогонии» утверждает, что их 50, но поимённо называет 51, повторяя дважды имя «Амфитрита») или 100. Живут в гроте на дне моря.
Судя по их именам, они — олицетворённые свойства и качества морской стихии, поскольку она не вредит человеку, но является к нему расположенной и чарует его своей прелестью. Они посетили свадьбу Фетиды. Составляли хор в трагедии Эсхила «Нереиды». Нереидам посвящён XXIV орфический гимн.
Нереиды ведут идиллически-спокойную жизнь в недрах моря, развлекаясь мерными движениями хороводов, в такт движению волн; в зной и лунные ночи они выходят на берег, или устраивают музыкальные состязания с тритонами, или на берегу, вместе с нимфами суши, водят хороводы и поют песни. Их почитали прибрежные жители и островитяне и хранили слагавшиеся о них сказания. Вера в них сохранилась вплоть до современности, хотя нереиды нынешней Греции — вообще нимфы водной стихии, их образ смешивается с наядами.
В одном из мифов Кассиопея хвасталась, что её дочь Андромеда была красивее нереид, которые пришли в ярость от такого заявления. Посейдон из сочувствия к ним наслал на землю эфиопов потоп и морское чудовище, потребовав также принести в жертву царевну.
Некоторые известные нереиды:
- Амфитрита — супруга Посейдона;
- Фетида — руководительница хора нереид, к которой сватались Зевс и Посейдон, но выдана Зевсом за смертного Пелея после получения неблагоприятного предсказания от Прометея;
- Галатея — возлюбленная Акида, убитого циклопом Полифемом в приступе ревности;
- Немертея (др.-греч. Νημέρτεια — истина);
- Талия — участвовала в плаче нереид вместе с Ахиллом по погибшему Патроклу.

## Список нереид
- Автоноя[2][3]
- Агава[10][2][3][11][12]
- Актея[2][3][11][12]
- Амафея (Амафия/Аматия)[11][12]
- Амфинома[11][12]
- Амфифоя (Амфитоя)[11][12]
- Амфитрита[2][3]
- Апсевда (Апсевдес)[11][12]

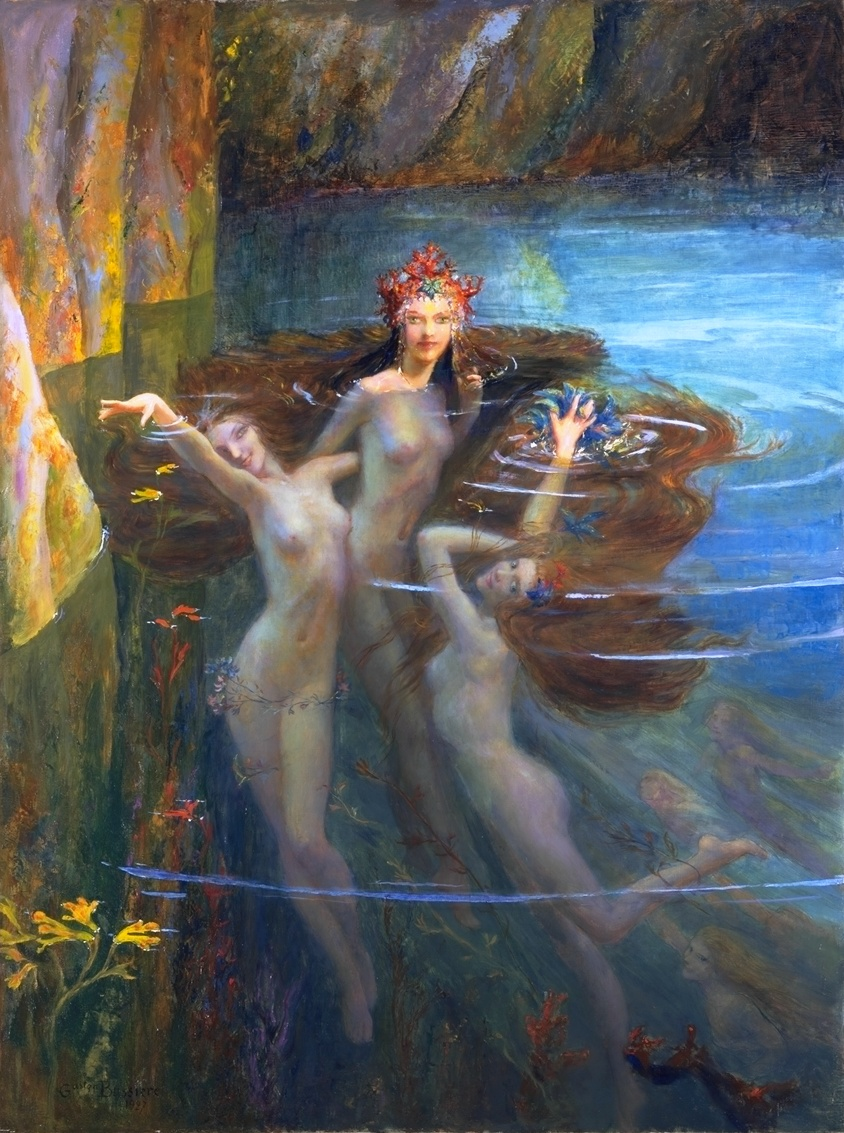
Гастон Бюссьер — Нереиды (1902)

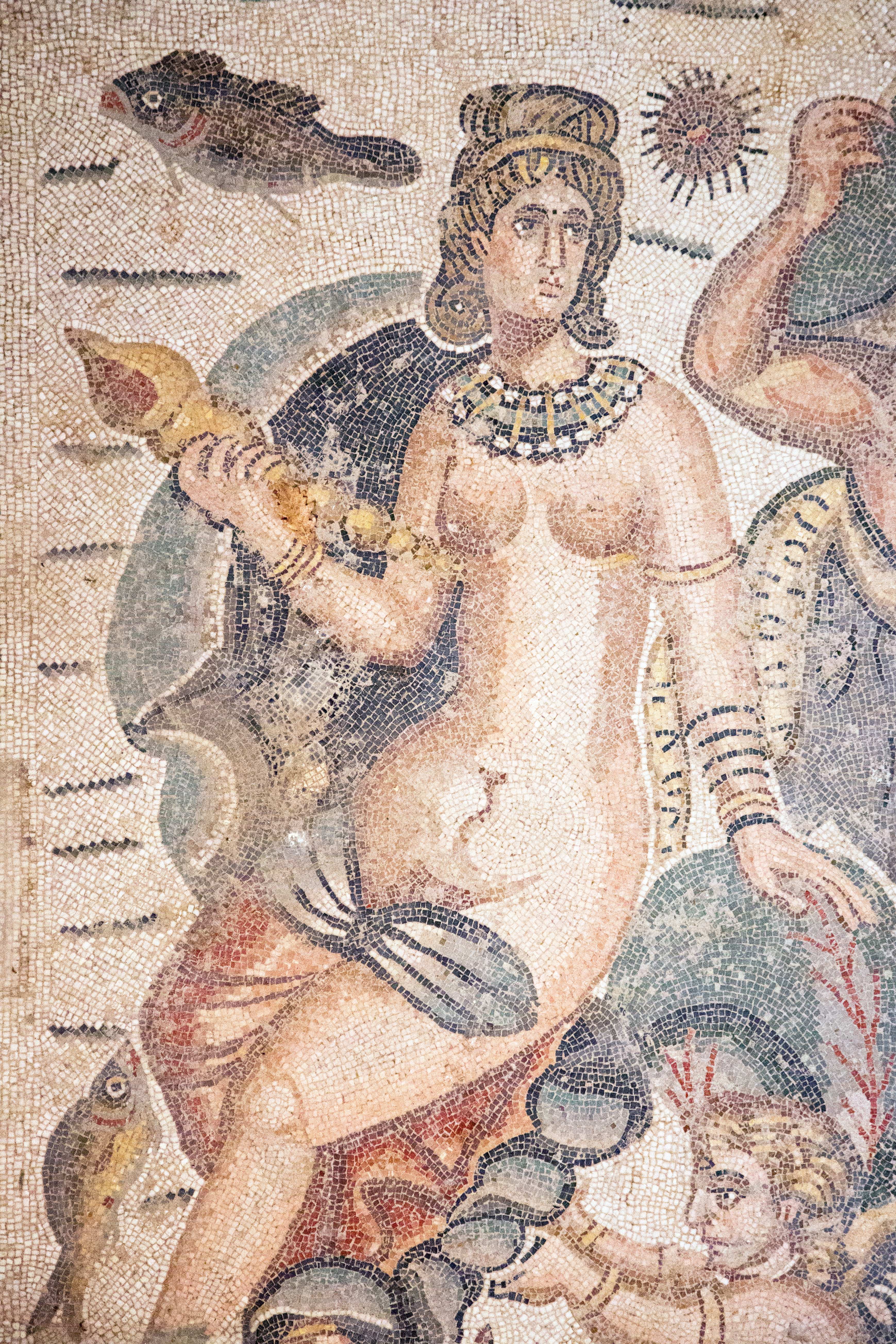
Нереида. Фрагмент римской мозаики из Вилла дель-Касале близ Пьяцца-Армерина (Сицилия). IV в. н. э.

Скульптура Нереиды в Летнем саду, Санкт-Петербург

- Асия (результат ошибочного чтения текста Вергилия)[12][13]
- Галатея
- Галена (у Еврипида Галанея) «Спокойствие»[14]. Божество спокойного моря[15]. Её статуя в Коринфе[16]. Участница пятого из «Морских разговоров» Лукиана. Согласно Мнасею, рождена Рыбой и её братом Покоем, сестра Мурены и рыб-Веретен[17][3]
- Галимеда[2][3]
- Галия[2][3][11]
- Гиппоноя[2][3]
- Гиппофоя[2][3]
- Главка[1][3][11][12]
- Главконома[2][3]
- Деиопея, эпитет «азийская»[12][18]
- Дексамена[11][12]
- Деро[2]
- Деянира[2]
- Динамена[англ.][2][3][11][12]
- Диона[2]
- Дорида (Дориса)[3][11][12]
- Дото (Дота)[19][20][2][3][11][12]
- Дрима (Дримо)[12][18]
- Евагора[2][3]
- Еварна (Эварна)[3]
- Евдора[2][3]
- Евкранта (Эвкранта) (Эвкрата у Аполлодора)[2][3]
- Евлимена (Эвлимена)[2][3]
- Евмолпа (Эвмолпа)[2]
- Евника (Эвника)[2][3]
- Евпомпа (Эвпомпа)[3]
- Евридика[12]
- Ианасса (Янасса)[11][12]
- Ианира[11][12]
- Иера (Иэра)[11][12]
- Иона[2]
- Ифианасса[21].
- Калипсо[2]
- Каллианасса[11][12]
- Каллианира[11]
- Кето[2]
- Кидиппа[12][18]
- Киматолега[3]
- Кимо[2][3]
- Кимодока[3][11][12][18][22]
- Кимотоя (Кимофоя)[23] Напоминает о предсказании Прометея[24]. Помогает троянцам Энея после бури[25][2][3][11][12]
- Климена У Гигина имя названо дважды, она возникла в результате чтения Вергилия, спутана с океанидой[11][12][13]
- Кранто[2]
- Кренеида[12]
- Ксанфо (Ксанто)[12][18]
- Лаомедея[3]
- Леагора[3]
- Левкотоя[12]
- Лигейя (Лигея)[12][18]
- Ликориада (Ликорида)[англ.][12][18]
- Лимнорея (Лимнория)[2][11][12]
- Лисианасса[3]
- Мелита, спутница игр Персефоны[26][2][3][11][12][13][22]
- Мениппа[3][13]
- Мера (Майра/Мэра)[11][12][13]
- Навсифоя (Навситоя)[2]
- Немертея[3][12]
- Неомерида[2]
- Несея (Несайя)[англ.][27] (у Вергилия Низея)[2][3][11][12][18][23]
- Несо[3]
- Нимерта[11]
- Ниса[22]
- Опис[12][18]
- Орифия[11][12]
- Панопея (Панопа)
- Пасифея[3][13]
- Плексавра[2]
- Плото[3]
- Полиноя[2]
- Понтомедуса[2]
- Понтопорея[англ.][3]
- Проноя[3]
- Прото (Прота)[2][3][11][12]
- Протомедея[3]
- Псамафа[28][29]
- Пулиноя[3]
- Сао[2][3]
- Спейо (Спио/Спея)[2][3][11][12][18][22]
- Талия[1] Нереида[11][12][18]
- Фелия[22]
- Фемисто[3][13]
- Феруса[11][12]
- Фетида
- Филодока (Филлодока)[12][18]
- Фоя (Тоя)[3][11][12]
- Эиона[2][3]
- Эрато[2][3]
- Эфира[12][18]

## В астрономии
- В честь Фетиды назван астероид (17) Фетида открытый в 1852 году
- В честь Амфитриты назван астероид (29) Амфитрита, открытый в 1854 году.
- В честь Галатеи назван астероид (74) Галатея, открытый в 1862 году, а также спутник Нептуна Галатея, открытый в 1989 году.
- В честь Климены назван астероид (104) Климена, открытый в 1868 году
- В честь Эвники назван астероид (185) Эвника, открытый в 1878 году.
- В честь Динамены назван астероид (200) Динамена, открытый в 1879 году.
- В честь Евкранты (Эвкраты) назван астероид (247) Эвкрата, открытый в 1885 году
- В честь Галены назван астероид (427) Галена, открытый в 1897 году.

## В биологии
- В честь Немертеи назван тип морских червей Немертины (лат. Nemertea).
- В честь нереид назван ряд родов кольчатых червей (Spio, Amphitrite, Eunice, Phyllodoce, Dero).
- В честь нереиды Каллианассы назван род морских ракообразных Callianassa.